# Kino Deichstraße 20
Das ehemalige Kino Deichstraße 20 (Gloria-Palast) in der niedersächsischen Kreisstadt Cuxhaven im Landkreis Cuxhaven stammt vom Anfang des 20. Jahrhunderts.
Aktuell (2024) wird das Gebäude für Wohnungen und gewerblich genutzt.
Das Gebäude steht unter Denkmalschutz (siehe auch Liste der Baudenkmale in Cuxhaven).

## Geschichte und Beschreibung
Die alte Deichstraße mit rund 10 denkmalgeschützten Gebäuden führt vom Kaemmererplatz in Richtung Am Seedeich und zur Alten Liebe, dem ehemaligen Anleger im Hafen.
Das dreigeschossige traufständige verputzte Gebäude auf Keller, mit ziegelgedecktem Mansarddach mit korbbogigem Dachhaus und zwei Gauben sowie mit dem eingeschossigen Saalanbau im hinteren Bereich wurde 1907 nach Plänen von Achmet Steinmetz als erstes Lichtspielhaus in Cuxhaven gebaut. Die symmetrische Straßenfassade mit betonter, leicht gerundeter Mittelachse wurde gestaltet und gegliedert durch vier Putzlisenen und einfache Fensterrahmungen.
Der Gloria-Palast war mit damals 390 Sitzplätzen das größte Kino Cuxhavens mit einer 72 m² großen Leinwand. Der alte Saal wurde 1954 durch einen Neubau mit 800 Plätzen ersetzt; die erhaltene Ausstattung des Saals stammt aus dieser Zeit. Bis 2009 war hier das Gloria-Kino.

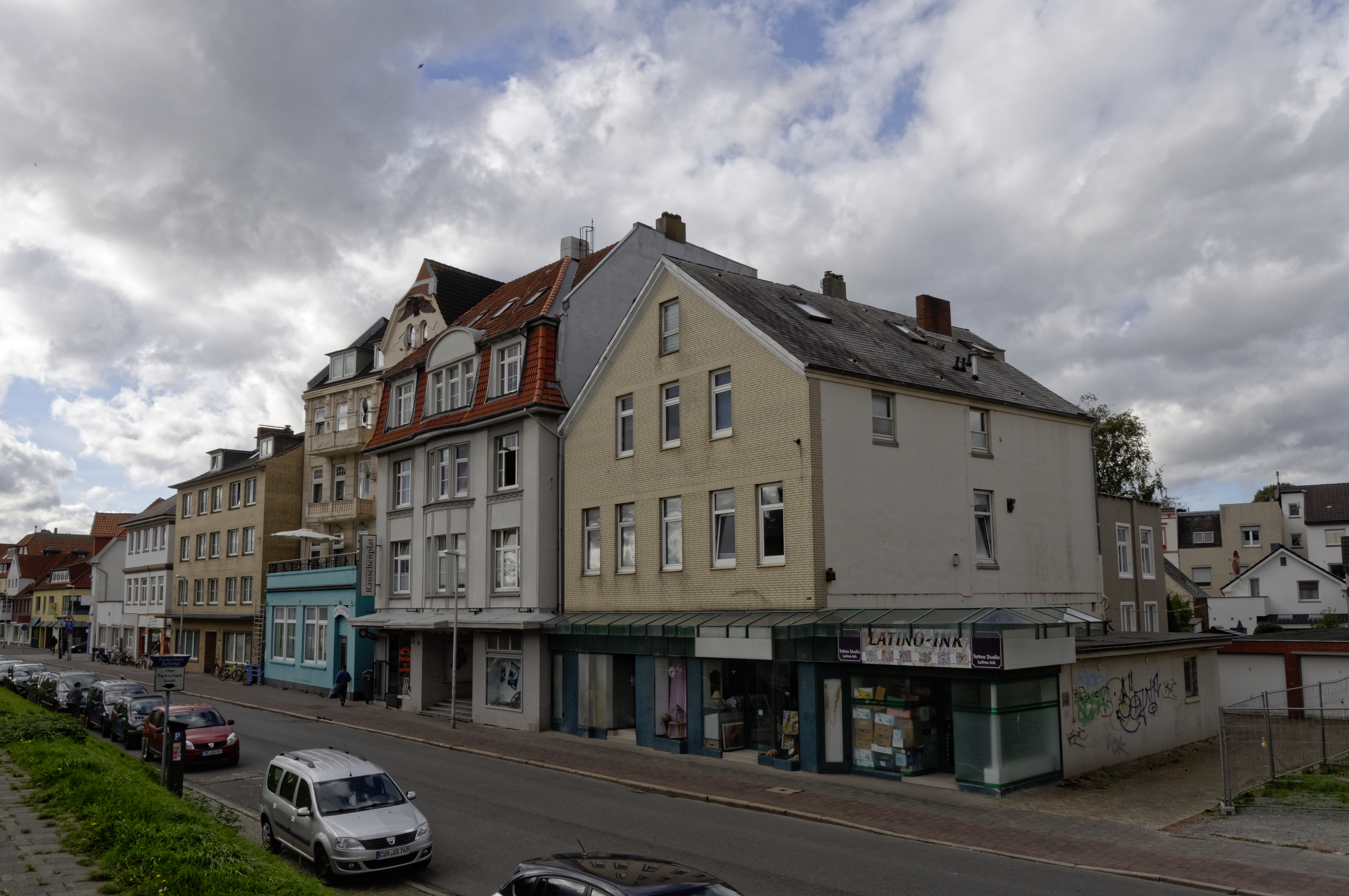
Deichstraße mit der Nr. 20

Anfänglich hieß das Kino Central-Theater, ab 1910 Cuxhavener Lichtspielhaus, 1933 dann Europa-Lichtspiele, ab 1934 wieder Cuxhavener Lichtspiele und 1937 schließlich Gloria-Palast.
Betreiber waren A. Lütjens, 1914/15 Louis Roloff, ab 1915 Johannes Wist, ab 1924 Oskar Dankner, von 1933 bis 1980 Waldemar & Richard Thode, von 1997 bis 2000 FTP Kaspar (Delmenhorst) und von 2006 bis zur Schließung 2009 die Döscher und Mehrhoff GbR. Vom Herbst 2011 bis Ende 2017 nutzte die Buchhandlung Rauschenplat (1801 als Papierhandlung und Buchbinderei gegründet) die Räume des Kinos. Das Eisenbahn-Paradies hatte danach hier seinen Sitz.
Der jüdische Besitzer Dankner (1899–1938) wurde Anfang 1933 von den Nationalsozialisten verfolgt und Mitte 1933 besonders angeprangert von SA-Mitgliedern der NSDAP, sodass er seine Geschäfte in Cuxhaven verkaufte, das Kino verpachten musste, 1933 nach Polen umzog und 1937/38 auch das Kino verkaufen musste. Der Gewinn aus dem Verkauf wurde vom NS-Regime eingezogen und Dankner verstarb kurz darauf im Gefängnis in Glatz in Schlesien. Ein Stolperstein vor dem Haus erinnert an das Schicksal von Dankner.
Das Landesdenkmalamt befand u. a.: „… Das Gloria-Kino Cuxhaven hat eine geschichtliche Bedeutung im Hinblick auf den Zeugnis- und Schauwert durch die beispielhafte Ausprägung eines Gebäudetypus …“
Architekt Steinmetz (1878–1947) plante in Cuxhaven u. a. auch die Schule Groden, das Wohn- und Geschäftshaus Nordersteinstraße, Einfamilienhaus Papenstraße 145, mehrere Fischhallen am Hafen und sein Haus Wißmannstraße 8.